# Árkádia

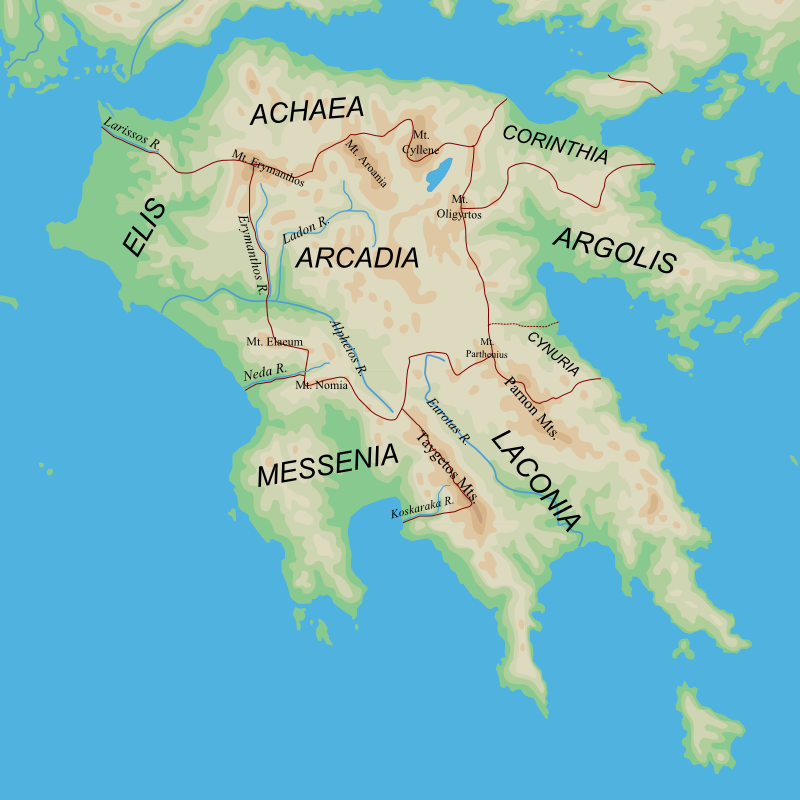
Árkádia az ókorban

Árkádia (ógörögül: Ἀρκαδία; latinul: Arcadia) az ókori Görögországban a Peloponnészosz középső, hegyvidéki területe. A mai Árkádia prefektúra a tengerparti részétől, Kinuríától (Észak és Dél-Kinuría) eltekintve megközelítőleg ugyanaz a terület, mint ami az ókori volt.
Nevét a legenda szerint Arkasz királyról kapta, de mitikus első királya nagyapja, Pelaszgosz volt. Árkádia, árkádiaiak gyakran szerepelnek a görög mitológiában. Első városainak megalapítását Pelaszgosz fiának, Lükaónnak a 22, más források szerint 50 fiához kötik.

## Városai

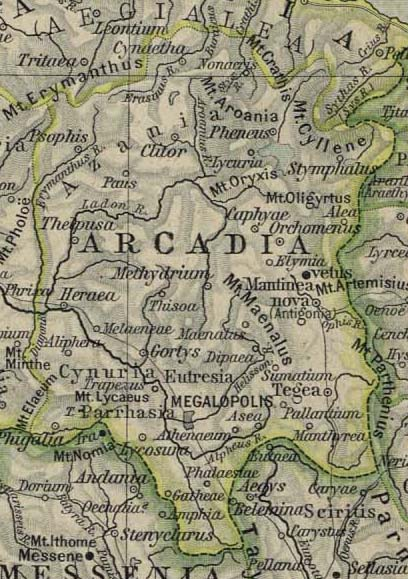
Árkádia városai

Sztrabón szerint viszont ezek a városok több szomszédos kis faluból alakultak ki. A legerősebbek  azok a városok voltak, amelyek a kevés termékeny völgyet birtokolták: így Mantinea, Tegea és Orkhomenosz.
A többi város hegyes területeken feküdt, és esetleg kisebb sík területtel rendelkeztek. Ezek Aszea, Üpszunta, Teuthisz, Heraea, Thüraion, Nesztani, Alea, Lükoszüra, Trikolonon, Tropea, Caphyae, Pallantion, Petroszaka, Feneosz, Phoezon stb.
Legrégibb említése Homérosz Iliaszában található:
„És ki a Külléné alján élt, Arkadiában,
Aipütiosz sírjánál, hol jó harcosok élnek:
kik Pheneoszt lakták, meg a sokjuhu Orkhomenoszt is,
Rhípét és Sztratiét, meg a szélkedvelte Eniszpét,
és Tegeát lakták, s a kies szép Mantineát is,
s Sztümphálosz táját lakták és Parrhasziát is:”
I. e. 370-től Árkádia fővárosa az akkor alapított Megalopolisz lett. Mai fővárosa, Trípoli mint neve is mutatja, Tegea és két másik város egyesítésével jött létre, de az egykori Tegea romjai a mai Trípolitól hat kilométerre fekszenek.

## Földrajza
Az ősi Árkádia a Peloponnészosz közepén elterülő felföldek. Északon Akhaia és Sziküónia, keleten Philaszia és Argolisz, délen Lakónia és Messzénia, nyugaton Élisz határolta.
Részletesebben északról határa Akhaia hegygerincei mentén a magaslatokon futott az Erümanthosztól a Külléne hegyig, valamint az Aroania-hegy nagy része is Árkádiához tartozott. Az Aroania hegytől déli irányban egy hegylánc Árkádiát egy kisebb keleti és egy nagyobb nyugati részre osztja.
Keleti határa Argolisz és Korinthia tartományokkal a gerincek mentén futott a Külléne-hegytől a Oligürtusz-hegyig, majd délebbre a Partheniosz-hegy.
Délen a határ Lakónia és Messzénia tartományokkal a Parnon és a Tajgetosz hegy lábánál haladt úgy, hogy Árkádiához tartozott az Alfeiosz és a Neda folyó felső folyása, de az Eurotasz nem.
Délnyugat felől a Messzéniával közös határ a Nomia-hegy és az Elaeum-hegy tetején húzódott, onnan pedig az Élisszel közös határ az Erümanthosz és a Diagon folyók völgyein futott.
Árkárdia régiójának nagy része hegyvidéki volt, leszámítva a Tegeát és Megalopoliszt övező síkságokat, valamint az Alfeiosz és Ladon folyók völgyeit.

## Történelme

Görög nyelvjárások

A hellén törzsek (nevezetesen aiolok) bevándorlása előtt a térséget az ókoriak által is pelaszgoknak nevezett népesség lakta. Erre utal mitikus első királyuk, Pelaszgosz király neve is. A görög sötét kor (kb. i. e. 1200–i. e. 800) idején a Peloponnészosz középső része, a hegyes-erdős Árkádia népessége nagyjából érintetlen maradt a dór és az északnyugati vándorlás során. Eszerint Árkádia lakói is a pelaszgok leszármazottjának tekinthetők.

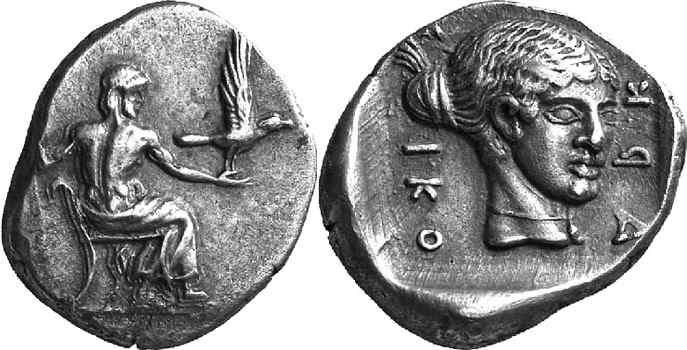
Ezüst drahma az árkádiai Tegeaból (kb. i. e. 460-450)

A későbbi idők adatai szerint viszont az árkádiaiak nyelvjárásának közeli rokona a ciprusi volt.
Az i. e. VII. században sikeresen szállt szembe Spárta fenyegetésével, és az árkádiaknak sikerült megőrizniük függetlenségüket. Arisztokratész nevű királyuk összejátszott a  spártaiakkal. Ennek következménye néhány kisebb város Spártai fennhatóság alá kerülésén kívül a királyság bukása volt. A városok laza szövetségbe tömörültek (amphiktüonia), ennek ellenére közös pénzt használtak. Spárta veresége után Árkádia kinyilvánította függetlenségét. Újjáépítették Mantineiát, létrehozták az árkádiai szövetséget és megalapították Megalopolisz városát.
A többi görög mellett részt vettek a perzsa háborúkban, katonákat küldtek a Thermopülai és a Plataiai csatába. A peloponnészoszi háború idején Árkádia szövetkezett Spártával és Korinthosszal. A következő években, Théba hegemóniájának időszakában a thébai Epameinóndasz tábornok megerősítette az arkádiai szövetséget annak érdekében, hogy rivális hatalom legyen a szomszédos Spártával szemben. Ezután alapította Megalopoliszt, amely új fővárosa lett. A következő évszázadok során Árkádia meggyengült. Először a makedónok igázták le, később pedig az árkádiaiak csatlakoztak az Akháj szövetséghez.
A terület i. e. 146-ban került római uralom alá.

## Híres árkádiaiak
- Anüté, (i. e. 3. század) költőnő
- Philopoimén (i. e. 253–183), görög hadvezér és államférfi, akháj sztratégosz, akit „az utolsó görög”-ként emlegettek.
- Polübiosz (kb. i. e. 200–118), görög történetíró a hellenizmus korából (Megalopolisz)

## Olimpiai bajnokok
- Menaloszi Androszthenész, i. e. 420 és 416
- Menaloszi Euthümenész (birkózó),  i. e. 400 és 392

## Nyelv

Az árkádiai szan betű

Távoli és hegyvidéki jellege miatt úgy tűnik, Árkádia egyfajta kulturális menedékhely volt. Amikor a görög sötét korban (i. e. 1200 – i. e. 800) a dór görög nyelvjárások elterjedtek a Peloponnészoszon, a régebbi nyelv nyilvánvalóan továbbra is fennmaradt Árkádiában, és része volt a görög nyelvjárások arkado-ciprióta csoportjának, amely bár soha nem vált irodalmi dialektussá, de a feliratokból ismert. Az árkádiai szan a görög ábécé csak Árkádiában előforduló betűje. Alakja a cirill И betűre emlékeztet (de ahhoz képest kissé balra dőlő), és olyan zár-rés hangot (affrikáta) jelöl, amely labiovelárisból fejlődött ki olyan kontextusban, amelyből más dialektusokban t hang lett. Eddig a betűt csupán egy mantineai feliratban találták. Hangértéke vitatott. Valószínűleg a magyar c hanghoz közeli. A betűt az ókori Görögország néhány másik vidékén elszigetelten más hangok jelölésére használták.

## Mitológia

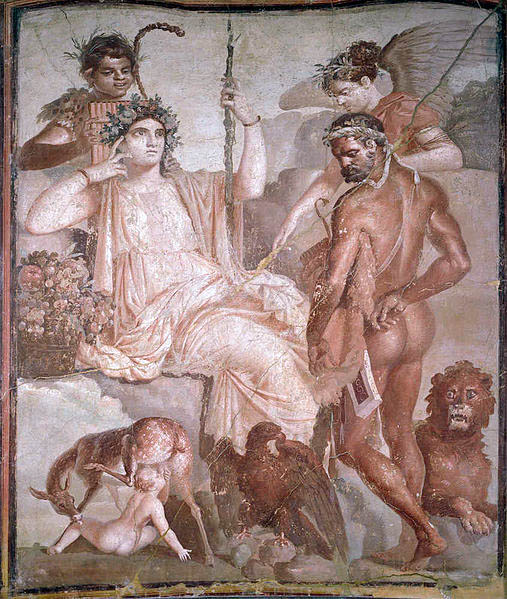
Árkádia. Herculaneumi freskó (kb. i. sz. I. század)

Árkádia a nevét egyik mitikus királyáról, Arkaszról kapta. Pán isten lakóhelye, akinek tisztelete innen terjedt el a görög világban az i. e. V. századtól kezdve.
Kallimakhosz és más neves ókori szerzők szerint Zeusz Árkádiában a Lükeion-hegy Krétéa (Κρητέα) nevű csúcsán született. (A másik változat szerint Krétán.)
Árkádiához kötődik az özönvíz mítosz és a Föld újra benépesítésének (Deukalión és Pürrha) legendája, ugyanis Zeusz felháborodásában pusztította el a világot, mivel Lükaón, árkádiai király, majd a fiai fiúgyermeket áldoztak fel neki. Egyes beszámolók szerint viszont az emberáldozat és a kannibalizmus később is része volt az árkádiaiak vallási gyakorlatának. Megszüntetését a legendák Orpheuszhoz kötik.
Egyes legendaváltozatok szerint Árkádiában volt valahol a Heszperiszek kertje is. Más legendák szerint pedig a kentaurok, a félig ember, félig ló mondabeli lények Thesszália mellett Nyugat-Árkádia lakói is voltak.
Héraklész több feladatának helyszíne is Árkádiához kötődik. Harmadik feladata volt a kerüneiai szarvas befogása Árkádia határában, Oinoé közelében. Az árkádiai Erümanthosz-hegy illetve folyó vidékén negyedik feladataként élve kellett elfognia az erümanthoszi vadkant. Egy hatalmasra nőtt vadkant, amely rettegésben tartotta az árkádiai Erümanthia-hegy melletti Pszóphisz lakóit. A történetben Héraklész összetűzésbe keveredik a környéken lakó kentaurokkal is. Hatodik feladata szerint pedig Sztümphalosz lakóit kellett megszabadítania a veszedelmes húsevő madaraktól.
Mivel Árkádiában már az ókorban is előkerültek őslények nagy méretű csontjai, ezért a titánok harcának legalábbis egyik csatája is ide kötődik. A fellelt csontok egy részét a megalopoliszi Aszklépiosz templomban helyezték el.

## Árkádiához köthető mitológiai alakok
- Aipütosz – az Íliászban Aipütioszként említett árkádiai király
- Arkasz, Árkádia mítikus királya, amelyről a régió a nevét kapta. Lükaón egyik fia, Pelaszgosz unokája
- Atalanté, több mítoszban is szereplő árkádiai királylány.
- Kallisztó, Lükaón lánya és Artemis istennő követője. Medvévé változtatták és lelőtték, végül a Nagy Medve csillagkép lett.
- Képheusz, árkádiai király, az argonauták egyike
- Ereuthalión – árkádiai hős az Íliászban
- Evander, Hermész és Themisz, egy árkádiai nimfa fia. Ő volt az itáliai Pallantium gyarmatváros alapítója, az egyik olyan városé, amelyet később beolvasztottak az ókori Róma városába.
- Hermész, a pásztorok, az atlétika, az ékesszólás, a tolvajok védelmezője a Külléné hegy barlangjában született.
- Lükaón, Árkádia királya, akit Zeusz az említett okból farkassá változtatott. Ötven fia volt, akik közül sok a nevét a régió különböző városainak adta.[17]
- Lükurgosz, Aleusz és Neaira fia, árkádiai király[18]
- Pán, a vadon, a pásztorok és a nyájak, a hegyi vadak védelmezője, a vadászat és rusztikus zene istene, a nimfák kísérője.
- Themisz, egy helyi nimfa, Hermész szeretője és Evander anyja. A rómaiak Carmentának nevezték.

## Az idealizált Árkádia
A térség nevéhez a római korban már többségében kellemes, idillikus képzetek társultak. Ennek következtében alakult ki egy idilli Árkádia képe, amely a mitológia és ókori szerzők, művészek alkotásai nyomán azután különféle későbbi művészeti alkotásokban is megjelent és szövődött tovább egészen a mai napig.
Továbbá ezek hatására a név, kifejezés a művészeti alkotásokon, később felvett helynevek kívül mára a kultúra, tudomány, gazdaság számos területén megjelent. Szállodák, lakóparkok, települések, különféle intézmények, hajók, épületek, vállalatok nevében.

## Lásd még
Az egymással ellentétes beszámolók, értékelések hatása a legutóbbi időkig kimutatható Magyarországon is: